# 크리스텐 안드레아스 포네스베크
크리스텐 안드레아스 포네스베크(덴마크어: Christen Andreas Fonnesbech, 1817년 7월 7일~1880년 5월 17일)는 덴마크의 정치인이다. 1874년 7월 14일부터 1875년 6월 11일까지 제13대 덴마크의 총리를 역임했다.